# Indianastra
Indianastra is een geslacht van zeesterren uit de familie Asterinidae.

## Soorten
- Indianastra inopinata (Livingstone, 1933)
- Indianastra sarasini (de Loriol, 1897)